# Nikita Klæstrup
Nikita Klæstrup (født 8. november 1994) er en dansk tilrettelægger, debattør, influencer og realitystjerne. Klæstrup blev kendt som ungdomspolitiker, da hun indtil omkring folketingsvalget i 2015 var medlem af Konservativ Ungdom (KU).

## Opvækst og uddannelse
Klæstrup er født i 1994, datter af en socialdemokratisk far og en mor, der var tidligere medlem af Enhedslisten. Hun stammer fra Guldborgsund Kommune. Klæstrup blev i 2014 student fra Vordingborg Gymnasium og HF og er tidligere retorikstuderende ved Københavns Universitet. Hun valgte dog at droppe ud af sit ufærdiggjorte bachelorstudie i 2017 for at læse en professionsbachelor i Tv- og medietilrettelæggelse.

## Politisk karriere
Klæstrup var indtil 2015 medlem af Konservativ Ungdom. Her var hun lokalforeningsformand i Lolland-Falsters KU fra 2012-14. Hun var opstillet for Det Konservative Folkeparti ved kommunalvalget i 2013 til byrådet i Guldborgsund Kommune. Her opnåede hun 128 personlige stemmer, men blev ikke valgt.

### Fotomodel og politik
Klæstrup har i flere år[kilde mangler] arbejdet som fotomodel, blandt andet med topløse billeder.
Kombinationen af hendes politiske arbejde og hendes fysiske fremtræden har sikret hende en del medieomtale.
Første gang hun pådrog sig opmærksomhed var under Kommunalvalget 2013 hvor hun indgik i Ekstra Bladets konkurrence om årets valgbabe,
som hun vandt suverænt.
Ved KU's 110-års jubilæum i 2015 deltog hun i gallakjole, der havde en usædvanlig omvendt udskæring. Kjolevalget vakte opsigt i såvel danske som udenlandske medier.
Hun blev i 2015 også portrætteret af Berlingske
og Jyllands-Posten.
Senere samme år optrådte hun i en billedserie i mandebladet M! der også viste hende letpåklædt på forsiden.
Billederne affødte en del diskussion heriblandt nedladende kommentarer om Klæstrup som hun selv kritisk imødegik.
Hendes medieoptræden gjorde hende til den mest googlede danske politiker og den mest googlede danske kvinde i en opgørelse foretaget af Google Danmark i 2015.
I forlængelse af den megen opmærksomhed omkring Klæstrup, fik TV3 hende med som gæstedeltager i den danske reality-serie Paradise Hotel i 2016. I 2019 medvirkede Nikita Klæstrup i sæson 4 af realityprogrammet Divaer i Junglen.

### Politisk debattør
Klæstrup kritiserede i et læserbrev efter Copenhagen Pride Københavns Kommune for at fremme positiv særbehandling af homoseksualitet, samt at være medvirkende til en stigmatisering af de homoseksuelle, der ikke ønsker sig associeret med dette "cirkusoptog", som hun udtalte det.
Desuden har hun haft flere kritiske indspark omkring Fristaden Christiania, herunder et indlæg i 2014 i Berlingske, hvor hun kaldte fristaden for "et skadeligt parallelsamfund" og "en skamplet på København", der var "en hån imod de lovlydige danskere." Hun mente, at fristaden skulle normaliseres og omdannes til almindelige boligområder. Netop dette indlæg førte til voldsomme reaktioner, herunder flere trusler imod Klæstrup personligt. Efterfølgende blev en 18-årig kvinde idømt en betinget fængselsdom for dødstrusler.
Klæstrup har også været åben om sine egne tidligere erfaringer med selvskade.
Klæstrup er blogger og skribent for Ekstra Bladet.